# Armando Castellazzi
Armando Castellazzi (Milão, 7 de outubro de 1904 - 4 de janeiro de 1968) foi um futebolista e treinador de futebol italiano.

## Carreira
Conquistou a Copa do Mundo de 1934 com a Seleção Italiana de Futebol.